# Групова збагачувальна фабрика «Краснолиманська»
Групова збагачувальна фабрика «Краснолима́нська» — збудована за проєктом «Дніпродіпрошахт» у 1960 році з виробничою потужністю 1600 тис. тонн на рік і призначенням — збагачення газового вугілля для коксування. У 1978 році фабрика зазнала докорінної реконструкції за проєктом «Дондіпрошахту» зі спорудженням нового головного корпусу, вуглеприйому, сушильного відділення тощо. Виробничу потужність підвищили до 2900 тис. тонн. Нова технологія передбачала збагачення класу 13—150 мм у важкосередовищних сепараторах з магнетитовою суспензією, відсадку класу 0,5—13 мм, флотацію шламу двома стадіями — зважаючи на дуже важку його флотовність. Протягом певного часу фабрика випускала концентрати марки «Г» для коксування та енергетики і крупносортове вугілля для комунально-побутових потреб. Останніми роками фабрика переробляє жирне коксівне вугілля місцевого видобутку (без привізного) і випускає лише концентрат на коксування, виділяючи деяку кількість крупного сорту на побутове споживання. При фабриці побудовано установку для виїмки і збагачення шламу, що міститься у мулонакопичувачі.
Місцезнаходження: селище Родинське, Донецька обл., залізнична станція Легендарна.